# Symmimetis
Symmimetis là một chi bướm đêm thuộc họ Geometridae.

## Các loài
- Symmimetis confusa (Warren, 1906)
- Symmimetis cristata (Warren, 1897)
- Symmimetis heveli Holloway, 1997
- Symmimetis kolopis Holloway, 1997
- Symmimetis merceri Robinson, 1975
- Symmimetis muscosa Turner, 1907
- Symmimetis thorectes Prout, 1934